# Hugo Willibrord Bloemers

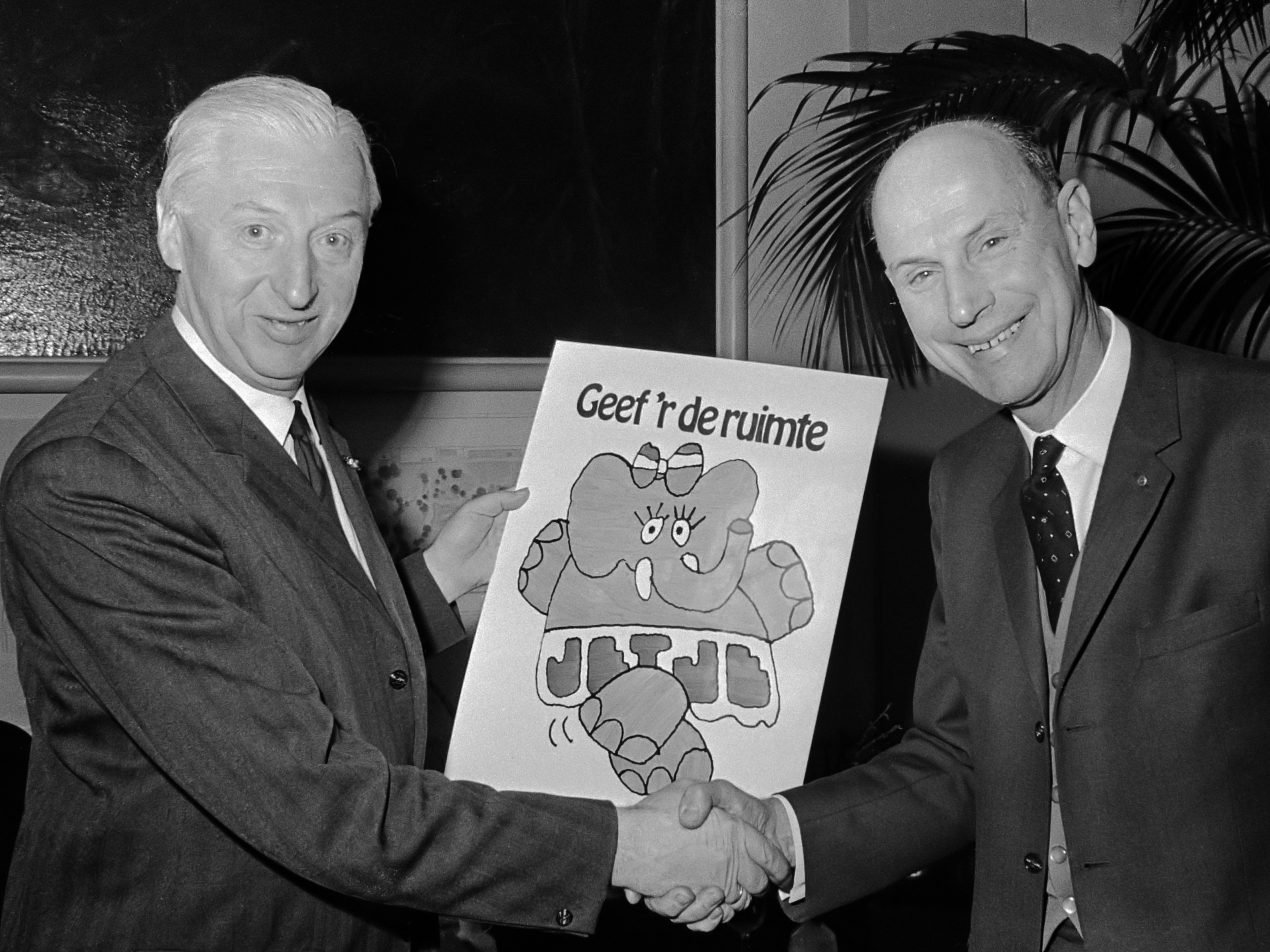
Hugo Bloemers (l.) en Ernst Jacobi (1971)

Hugo Willibrord Bloemers (Borculo, 2 mei 1908 - Bilthoven, 24 juni 2001) was een Nederlands liberaal, maar partijloos bestuurder en natuurbeschermer.

## Loopbaan
Bloemers volgde het Stedelijk Gymnasium Arnhem en studeerde vervolgens rechten aan de Katholieke Universiteit Nijmegen en de Rijksuniversiteit Utrecht.
Na zijn afstuderen in 1932 was hij een jaar advocaat en procureur te Amsterdam. Vervolgens werd hij op 25-jarige leeftijd de jongste burgemeester van Nederland in Roden. In 1941 volgde zijn benoeming tot burgemeester van Assen. Hij werd in 1942 door de Duitse bezetters ontslagen en door een NSB'er vervangen. Hij ging toen werken in Den Haag als juridisch adviseur van het Rijksbureau voor Voedselvoorziening in Oorlogstijd. Na de bevrijding had hij diverse functies bij de zuivering van Nederland. Hij combineerde die met opnieuw het burgemeesterschap van Roden totdat hij in 1946 werd benoemd tot burgemeester van Deventer. Van 1957 tot 1973 was hij commissaris van de Koningin in Gelderland. Ook was hij van 1957 tot 1977 bestuurslid van de Vereniging Natuurmonumenten, waarvan tussen 1960 en 1973 voorzitter.

## Familie
Bloemers was de zoon van Henri Petrus Johannus Bloemers (1880-1947), burgemeester, en Maria Snellen (1878-1974). Hugo Bloemers huwde vier keer: in 1934 met Johanna Hermance de Vries Robbé (1911-2010) met wie hij een zoon en een dochter kreeg, in 1944 met Béatrice Adélaide Octavie Labouchere (1913-1956), dochter van Alfred Labouchere met wie hij een zoon kreeg, in 1957 met Caroline Waller (1911-1979) en in 1981 met Regina Antonie Philippina Maria de Nerée tot Babberich (1912-2002).

## Onderscheidingen
- Officier in de Orde van Oranje-Nassau (29 april 1956)
- Ridder in de Orde van de Nederlandse Leeuw (29 april 1961)
- Grootofficier in de Orde van Oranje-Nassau (24 mei 1973)